# Maybe Baby (brano musicale)
Maybe Baby è un brano musicale dei Crickets del 1958, scritto da Buddy Holly e Norman Petty. Il relativo singolo giunse nella Top 40 negli Stati Uniti, in Canada e nel Regno Unito.